# Hintertux

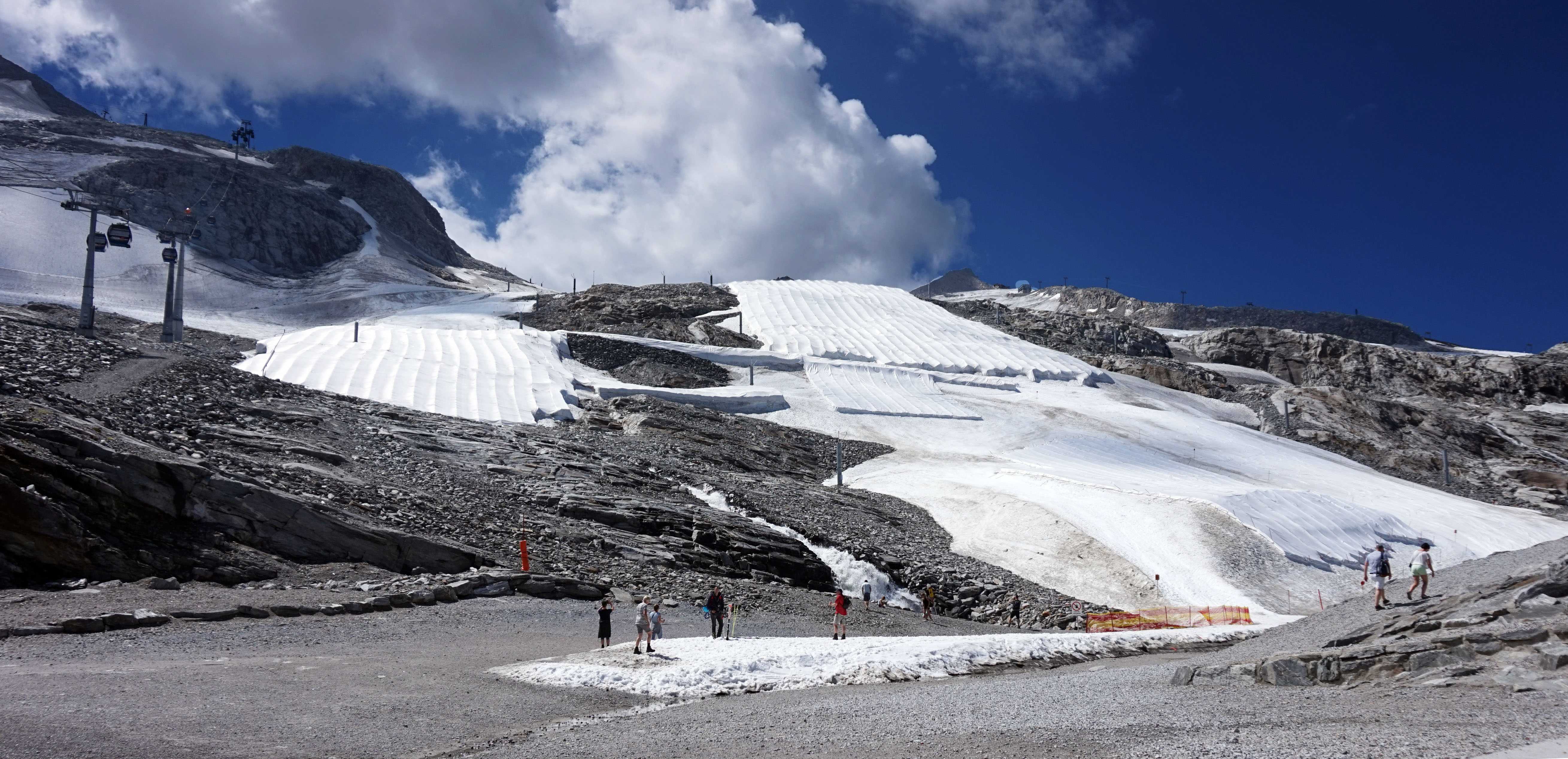
Hintertux

Hintertux je rakouský ledovec na konci údolí Tuxertal v Zillertalských Alpách v nadmořské výšce 1 500 – 3 250 m nad mořem. Na ledovci se nachází jediný rakouský lyžařský resort s celoročním provozem. Areál zahrnuje 86 km sjezdovek všech obtížností, terény s hlubokým sněhem nebo náročné sjezdovky s boulemi. Portálem Skiresort.de byl Hintertux v roce 2011 vyhlášen jako nejlepší skiareál.[zdroj?] Od dubna do prosince je zde také adrenalinový snowpark.
Po výjezdu první kabinou se lze dostat na sjezdovky, které fungují převážně v zimě. Další kabinou se lze dostat na Tuxer Fernerhaus, kde je možné se občerstvit.